# Buenavista (Salamanca)

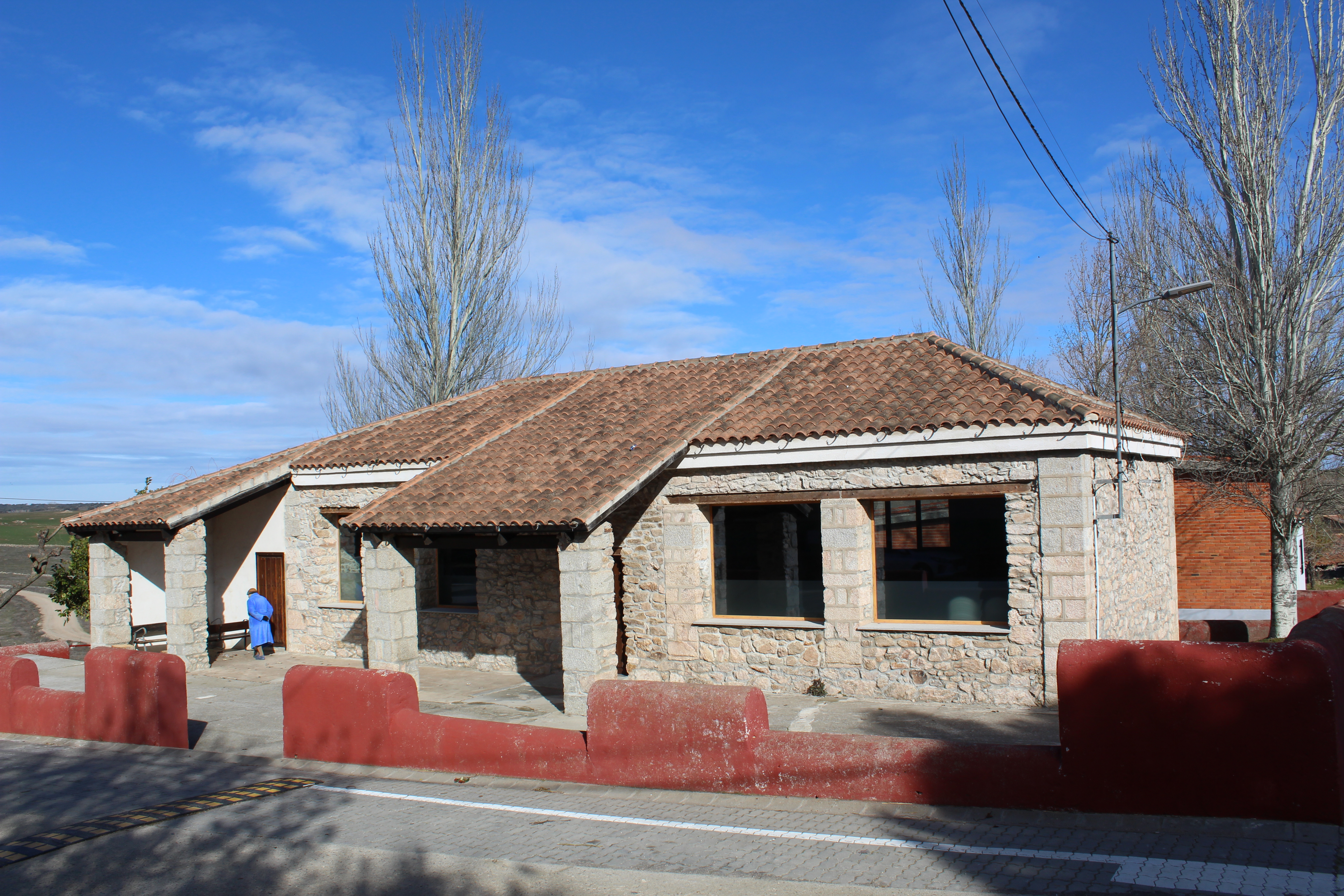
Antiguas escuelas

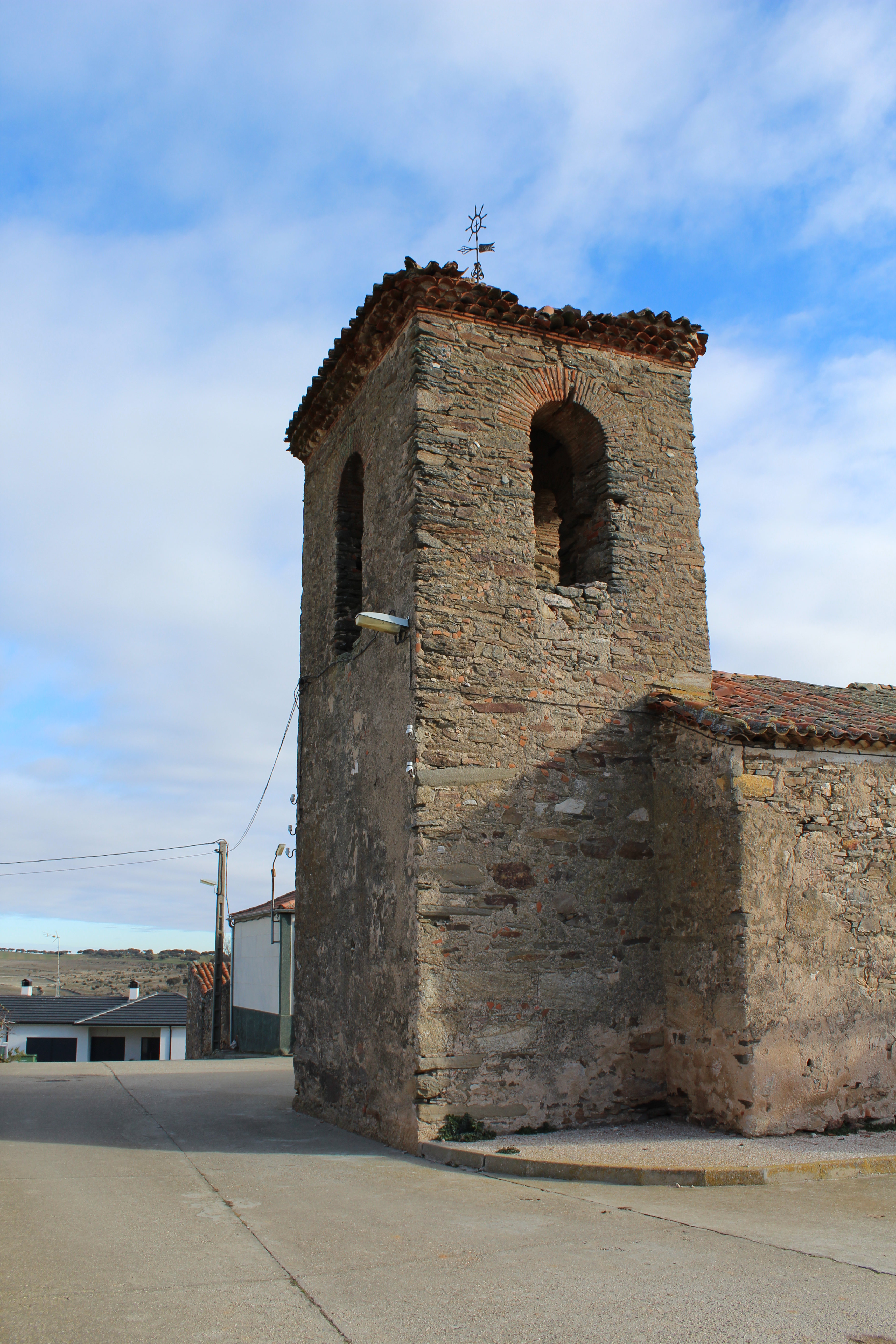
Iglesia antigua

Buenavista es un municipio y localidad española de la provincia de Salamanca, en la comunidad autónoma de Castilla y León. Se integra dentro de la comarca de la Tierra de Alba. Pertenece al partido judicial de Salamanca y a la mancomunidad Cuatro Caminos y Pantano de Sta. Teresa.
Su término municipal está formado por los lugares de Buenavista, Caloco, Coto de Don Luis, Cuatro Calzadas, Los Majadales, Terrados y Vaqueril, ocupa una superficie total de 27,04 km² y según el padrón municipal elaborado por el INE en el año 2020, cuenta con 350 habitantes.
Fronteriza al norte con Mozárbez; al este con Martinamor y Encinas de Arriba; al sur con Sieteiglesias de Tormes y Beleña; y al oeste, con Monterrubio de la Sierra y Morille.

## Geografía
Integrado en la comarca de Tierra de Alba, se sitúa a 25 kilómetros de Salamanca. El término municipal está atravesado por la Autovía Ruta de la Plata (A-66) y por la carretera nacional N-630, entre los pK 360 y 363. 
El municipio se ubica en la zona oeste del valle del río Tormes, en una zona llena de colinas y cerros, superando algunos de ellos los 1000 metros de altitud, como el Cuarto Majadales (1018 metros). En esta montaña nace el arroyo de Regato o Pocilgas, que atraviesa el término municipal, formando casi un valle abierto hasta desembocar en el río Tormes, ya en Sieteiglesias de Tormes. La altitud oscila entre los 1018 metros (Cuarto Majadales) y los 850 metros a orillas del arroyo. El pueblo se alza a 908 metros sobre el nivel del mar. 
El clima es mediterráneo continental; con inviernos muy fríos y veranos suaves. Los vientos que sopla es el cierzo, que proviene del este; el gallego, que proviene del noroeste; y el serrano, procedente del sur.
| Noroeste: Morille y Mozárbez                | Norte: Mozárbez | Nordeste: Martinamor             |
| Oeste: Morille                              |                 | Este: Encinas de Arriba          |
| Suroeste: Beleña y Monterrubio de la Sierra | Sur: Beleña     | Sureste: Sieteiglesias de Tormes |

## Historia
Su fundación se remonta a la repoblación efectuada por los reyes de León en la Edad Media, denominándose entonces Bozigas, quedando integrado en dicha época en el cuarto de Allende el Río de la jurisdicción de Alba de Tormes, dentro del Reino de León, teniendo en el siglo XV el nombre de Poçilgas. En cuanto a las pedanías, Terrados ya existía en el siglo XIII, con la actual denominación aunque encuadrado dentro del cuarto salmantino de Peña del Rey. Con la creación de las actuales provincias en 1833, el actual Buenavista quedó encuadrado en la provincia de Salamanca, dentro de la Región Leonesa, formando parte del partido judicial de Alba de Tormes hasta la desaparición de éste y su integración en el de Salamanca. En 1910 la localidad cambió el nombre tradicional de Pocilgas por el actual de Buenavista.

## Geografía humana

### Demografía
Cuenta con una población de 365 habitantes (INE 2024).
| Gráfica de evolución demográfica de Buenavista entre 1842 y 2021 |
| |
| Población de derecho según los censos de población del INE Población de hecho según los censos de población del INEEn estos censos se denominaba Pocilgas: 1842, 1857, 1860, 1877, 1887, 1897 y 1900 |

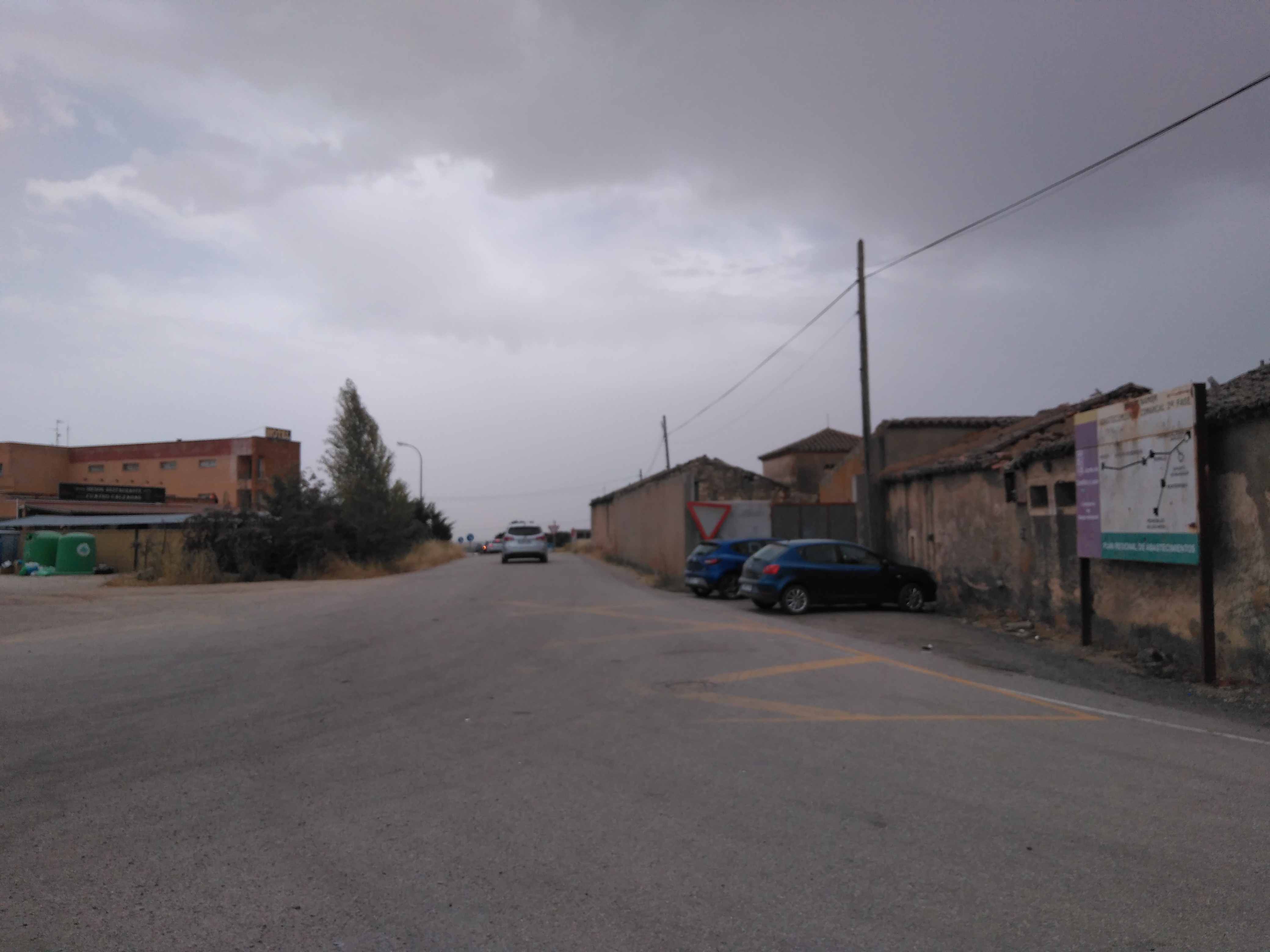
Cuatro Calzadas

La población de Buenavista ha crecido considerablemente durante el siglo XXI con la construcción de numerosas urbanizaciones en Cuatro Calzadas debido a su situación cercana a Salamanca y su buena comunicación a través de la A-66. El crecimiento de Cuatro Calzadas ha hecho que este sea actualmente el núcleo más poblado del municipio, superando así al núcleo histórico de Buenavista

### Núcleos de población
El municipio se divide en varios núcleos de población, que poseían la siguiente población en 2019 según el INE.
| Núcleo de población | Población |
| ------------------- | --------- |
| Cuatro Calzadas     | 264       |
| Buenavista          | 84        |
| Terrados            | 8         |
| Los Majadales       | 2         |
| Coto de Don Luis    | 2         |
| Caloco              | 0         |
| Vaqueril            | 0         |

### Economía
Los vecinos del municipio se dedican solo a la agricultura y a la ganadería; cultivan cereales y cuidan ovejas.

## Fiestas
Celebra sus fiestas el 2 de julio; dedicada a Santa Isabel; donde se celebra romerías, eventos musicales, solidarios y deportivos; con un campeonato de calva cada año.

## Administración y política
| Partido político                           | 2019  | 2019  | 2019       | 2015  | 2015  | 2015       | 2011  | 2011  | 2011       | 2007  | 2007  | 2007       | 2003  | 2003  | 2003       |
| Partido político                           | %     | Votos | Concejales | %     | Votos | Concejales | %     | Votos | Concejales | %     | Votos | Concejales | %     | Votos | Concejales |
| Partido Popular (PP)                       | 52,77 | 124   | 4          | 60,58 | 126   | 2          | 33,17 | 66    | 1          | 24,06 | 32    | 0          | 23,00 | 23    | 0          |
| Candidatura Independiente Buenavista (CIB) | 28,94 | 68    | 2          | 35,10 | 73    | 1          | 38,19 | 76    | 4          | 42,11 | 56    | 3          | 35,00 | 25    | 4          |
| Partido Socialista Obrero Español (PSOE)   | 17,87 | 42    | 1          | 60,10 | 125   | 2          | 24,12 | 48    | 0          | 27,82 | 37    | 2          | 28,00 | 28    | 1          |
| Coalición SI por Salamanca (SI)            | —     | —     | —          | —     | —     | —          | 0,50  | 1     | 0          | —     | —     | —          | —     | —     | —          |
| Unión del Pueblo Salmantino (UPSa)         | —     | —     | —          | —     | —     | —          | —     | —     | —          | 15,79 | 21    | 0          | —     | —     | —          |

## Transportes
En cuanto al transporte público se refiere, tras el cierre de la ruta ferroviaria de la Vía de la Plata, no existen servicios de tren en el municipio ni tampoco línea regular con servicio de autobús. Por otro lado el aeropuerto de Salamanca es el más cercano, estando a unos 32km de distancia.